# Mérito de condigno
Mérito de Condigno (meritum de condigno) é um aspecto da teologia católica romana que significa o mérito com a dignidade de Cristo. Uma pessoa nascida de novo em Cristo não tem méritos de sua própria virtude, mas as virtudes de Cristo são aplicados a sua obra. Portanto, é Deus coroando suas obras. O mérito de côngruo, é equivalente ao mérito de condigno, mas se aplica a pessoa que não é regenerada pela bondade de Deus. No primeiro caso, Deus se obriga, por suas promessas a recompensar os méritos de seu Filho em seus filhos. No segundo caso, Deus dá o seu mérito para aqueles que o buscam com fé e não por obrigação, mas por misericórdia e amor. Em nenhum dos casos Deus é obrigado pelo ser humano. No primeiro caso, Deus está obrigado por suas promessas para aqueles que o amam. Na segunda, Deus está obrigado por seu amor e misericórdia para com as suas criaturas que lhe obedecem.
Em algumas formulações do calvinismo, o mérito de condigno não é necessário porque expiação de Jesus é um mérito côngruo onde Deus dá mérito.
O mérito de condigno supõe uma igualdade entre serviço e retorno; ele é medido pela justiça comutativa, e, assim, faz uma verdadeira afirmação de um galardão em nome de Cristo. O mérito de côngruo, devido à sua inadequação e falta de proporção intrínseca entre o serviço e a recompensa, afirma uma recompensa apenas no terreno da equidade. Esta distinção e terminologia escolástica, que já era reconhecida em conceito e substância pelos pais da igreja em suas controvérsias com os pelagianos e semipelagianos, foi novamente enfatizada por João Eck, o adversário de Martinho Lutero.
A diferença essencial entre o mérito de condigno e o mérito de côngruo é baseada no fato de que, além de as obras que reivindicam uma remuneração, sob pena de violar a estrita justiça (como nos contratos entre empregador e empregado, de compra e venda, etc.), há também outras obras meritórias que, no máximo, têm o direito de premiar ou honrar por razões de equidade ou de mera justiça distributiva, como no caso de gratuidades e condecorações militares. De um ponto de vista ético, a diferença equivale praticamente a isto, que se a recompensa por mérito de condigno ser retida, há uma violação do direito e da justiça e a consequente obrigação de consciência de fazer a restituição, enquanto que, no caso de mérito de côngruo, de reter a recompensa não envolve nenhuma violação do direito e nenhuma obrigação de restaurar, sendo apenas uma ofensa contra o que é apropriado ou uma questão de discriminação pessoal. Por isso a recompensa do mérito de côngruo sempre depende, em grande medida, da bondade e liberalidade do doador, embora não seja pura e simplesmente em sua boa vontade.